# Нуклеус (бджільництво)
Нуклеус — маленька бджолина сім'я, утворена шляхом відділення частини бджіл від великої сім'ї. Призначена для збереження старої плідної матки (наприклад, для підвищення збору меду в основній сім'ї, коли бджоли, не зайняті відгодовуванням розплоду, переключаються на збір нектару), або виховання нової плідної матки із маточника, та її подальшого збереження для заміни втрачених, старих або хворих маток в інших сім'ях. Цим нуклеуси відрізняються від бджолиних відводків.

## Компонування
Нуклеуси можна формувати у звичайних вуликах-лежаках, розділених глухими перегородками на відділення по 5 рамок. У кожному відділенні має бути свій окремий льоток, щоб матки (і бджоли) не блукали. Кожну секцію рекомендується фарбувати різними кольорами, які розрізняють бджоли.
Спеціалізовані господарства можуть використовувати спеціально сконструйовані вулики на зменшену рамку: 1/2, 1/3, або 1/4 від стандартних розмірів. Їх потім можна об'єднувати між собою, і встановлювати в звичайні вулики.

## Створення
Нуклеусний вулик, або просто нуклеус — зменшений варіант звичайного вулика, який розрахований на кілька рамок. Корпус вулика менший, бо він розрахований на меншу кількість бджіл, тому в малому просторі бджолам легше підтримувати необхідну температуру та вологість, що так необхідні для правильного розвитку розплоду. При використанні стандартних вуликів для нуклеусу відбирають від двох до п'яти рамок із однієї великої сім'ї. Ці рамки із бджолами-годувальницями, які їх обсідають, і формують основу нової сім'ї (льотні бджоли вилетять на польові роботи, але повернуться у рідний вулик).

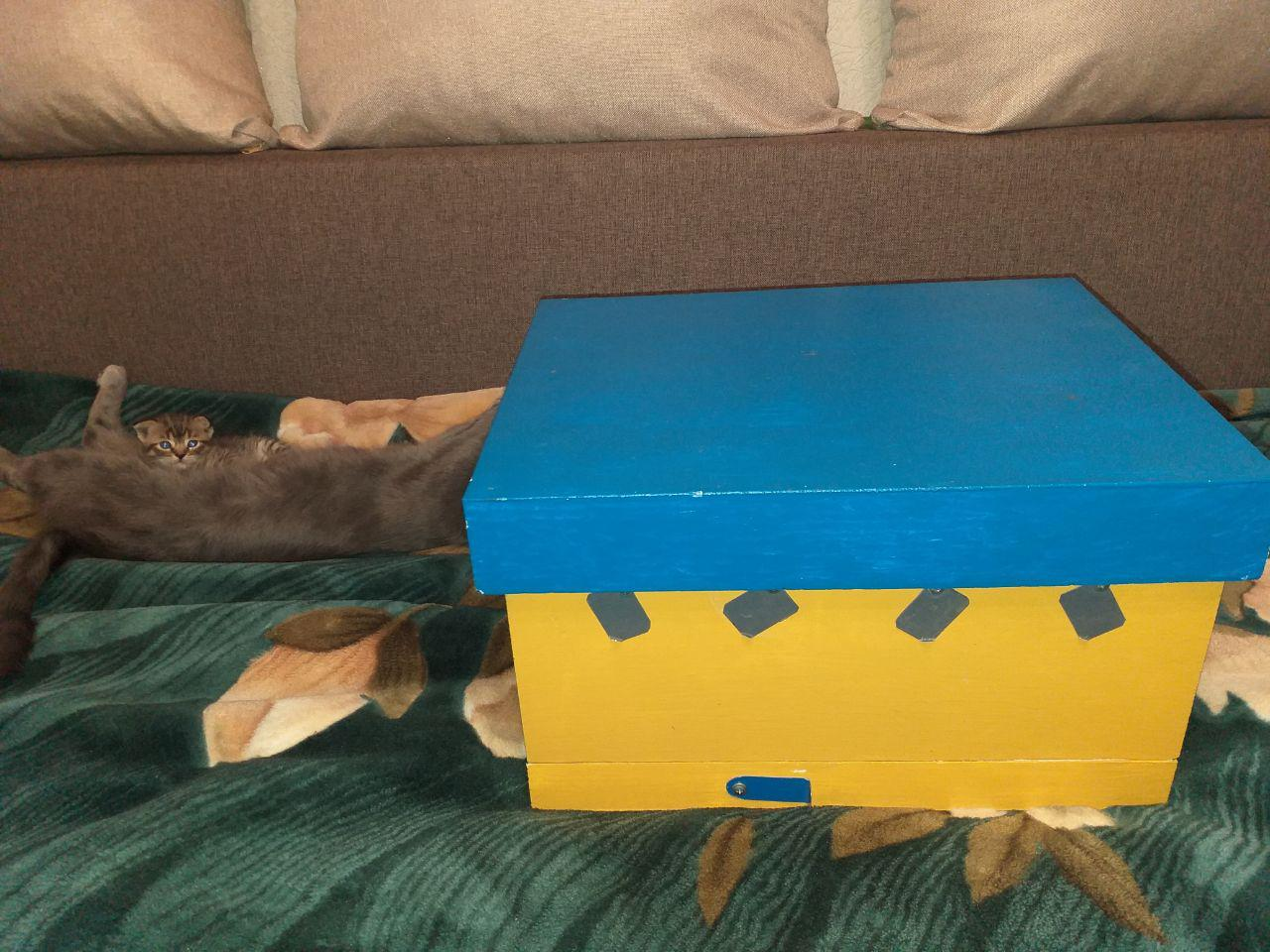
Нуклеусний вулик 4-місний пінополіуретановий

На момент створення нуклеусу в ньому може не бути матки. Якщо в нуклеусі немає матки, або маточника, але є яйця, або личинки не більше ніж триденного віку, бджоли можуть виростити нову матку із одного з яєць. Якщо в нуклеус додають нову матку, її спочатку залишають у вулику в маточній кліточці або в момент розділення з основною сім'єю, або через деякий безматочний період, що значно покращує прийняття матки бджолами. Нуклеуси часто утворюють для запобігання роїнню основної сім'ї, для цього видаляють рамки із маточниками, які стануть основою нової сім'ї. Видалення маточників та зменшення надлишку бездіяльних бджіл зменшує ройові настрої у вулику.

## Догляд та підгодівля
Нуклеуси дуже вразливі, оскільки складаються із невеликої кількості робочих бджіл - до 10 разів менше від звичайної сім'ї. Нуклеуси майже завжди підгодовуються стельовими або рамковими годівницями. Годівниці вивільняють робочих бджіл від польових робіт, і вони залишаються всередині нуклеусу як бджоли-годувальниці та займаються вирощуванням розплоду. Через малу популяцію, нуклеуси найчастіше піддаються грабунку, коли бджоли сильних вуликів викрадають мед, нектар або сироп у слабких сім'ях. Бджоли-крадійки вбивають усіх бджіл, які намагаються захищати своє гніздо. Це може призвести до голоду в нуклеусі вже за кілька днів.

## Використання

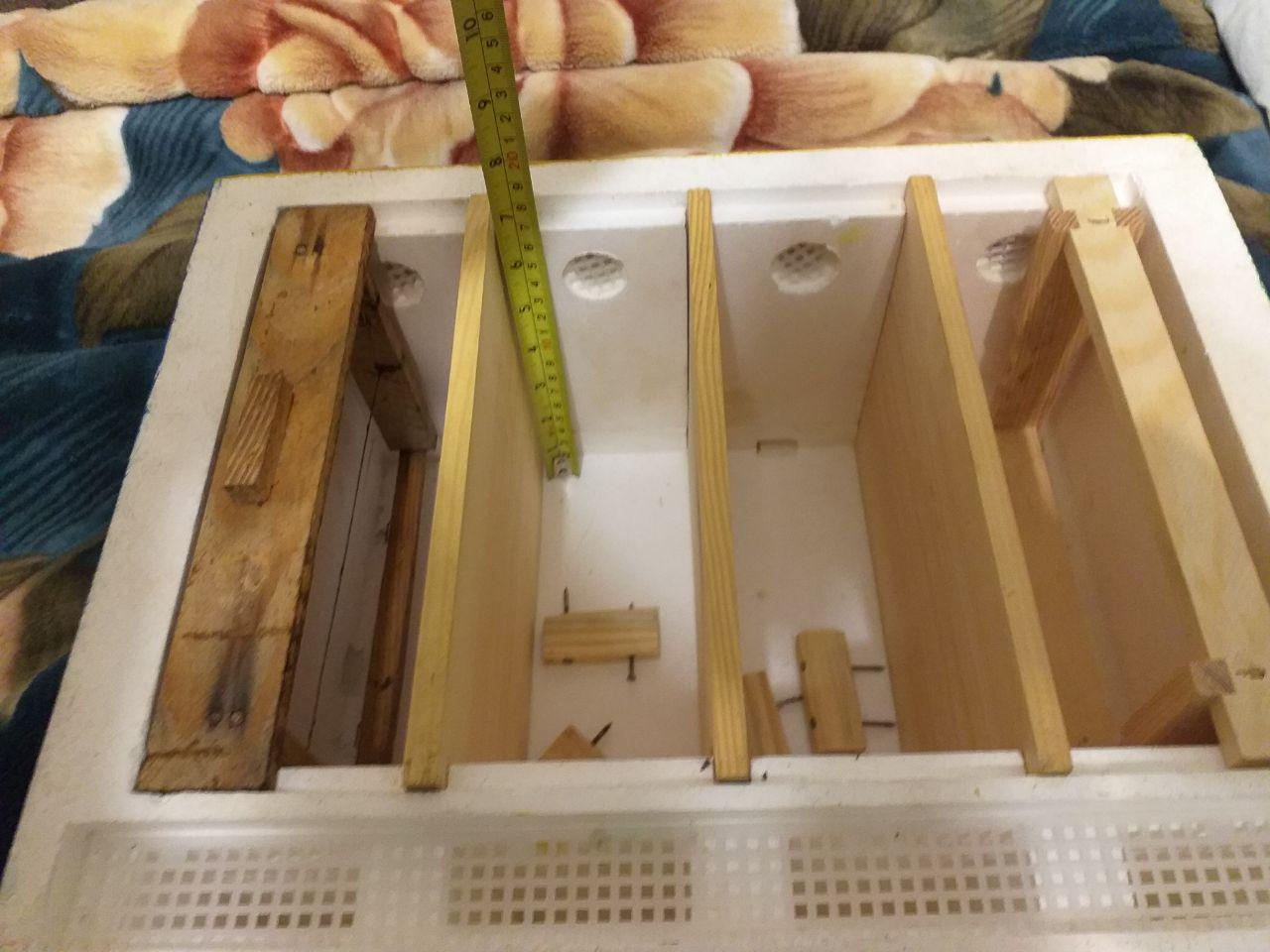
Нуклеус 4 місний вигляд в середині

Нуклеусні сім'ї можна використовуватися як запобіжний засіб від перенаселення великих, здорових сімей, шляхом відділення частини бджіл для нової сім'ї. Нуклеус також може використовуватися для догляду за запасними матками. Втрата матки у сім'ї великої сили може відкинути розвиток сім'ї назад приблизно на місяць. Нуклеусну сім'ю можна об'єднати із великою для заміни матки з мінімальним розривом у циклі розвитку розплоду. Нуклеус може самостійно розвинутися в повноцінну сім'ю, якщо дати їм достатньо часу за сприятливої погоди та належних ресурсів.
Поняття «нуклеус» та «відводок» не є строго взаємозамінні. В той час як нуклеуси можуть використовуватися для різних цілей, відводки утворюють з метою поділу сім'ї для подальшого розвитку кожної з утворених частин в повноцінні сім'ї.
Нуклеуси не пристосовані до перезимовування, бо у маленькій сім'ї не достатньо бджіл, щоб утворити клуб достатньої величини. Якщо кілька нуклеусних сімей поселити в один великий вулик і їх розділити тонкими, але суцільними перегородками, то формально сім'ї утворять один суцільний клуб, розділений перегородками. В такому випадку шанси пережити зиму в нуклеусів збільшуються. Деякі пасічники часто можуть  просто об'єднувати кілька нуклеусів у одну сильну сім'ю. В результаті втрачаються всі, крім однієї матки, зате утворюється сім'я, здатна пережити зиму. В теплих кліматичних умовах нуклеуси здатні самостійно перезимовувати. Нуклеуси також можна переносити на зиму до спеціально облаштованого зимівника, або інших приміщень.

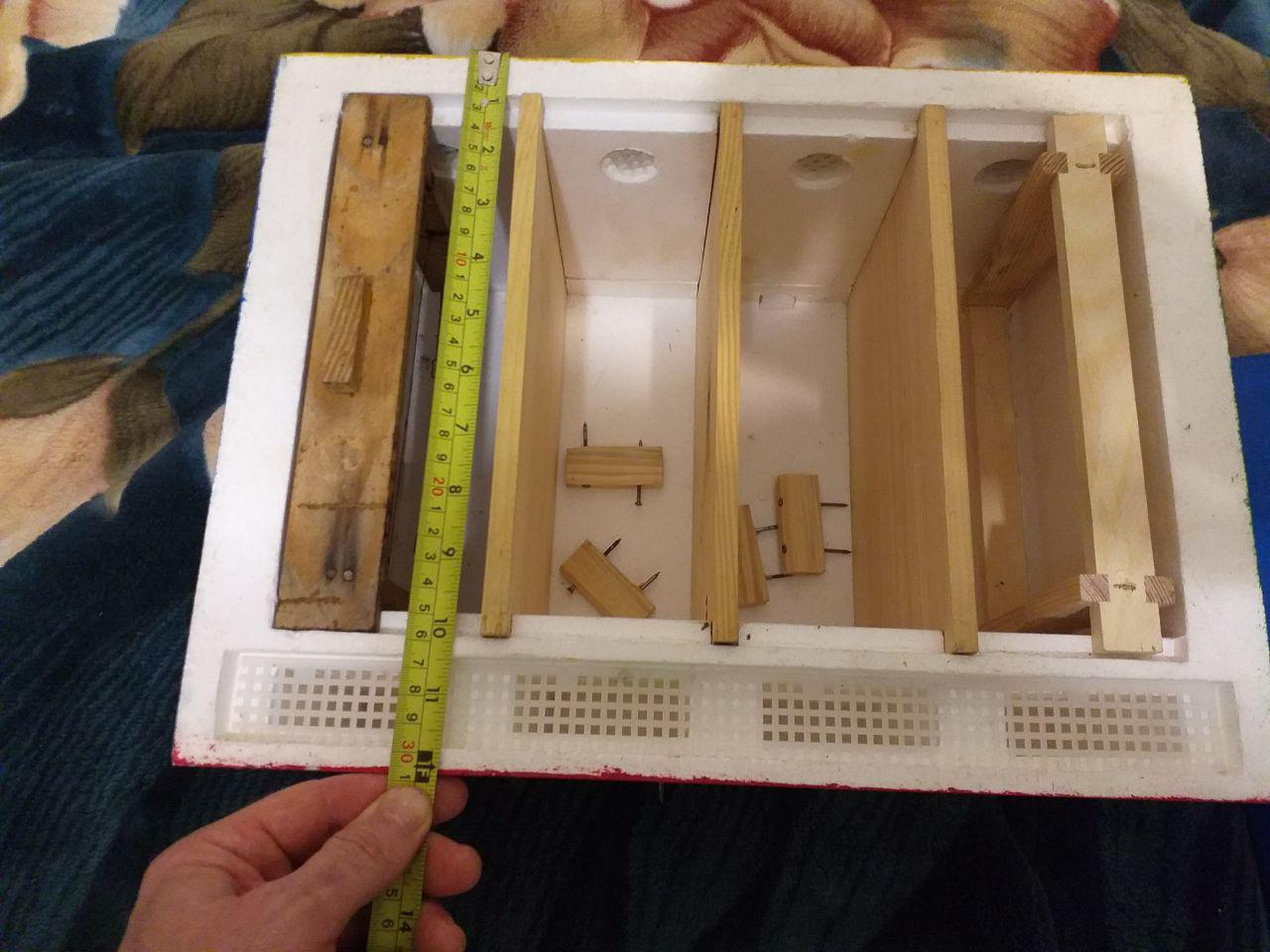
Нуклеус 4 місний, ширина

## Парувальні нуклеуси
Парувальні нуклеуси — спеціальний тип нуклеусів, які можуть бути навіть менші, ніж ті нуклеуси, які формують на стандартних рамках. Із запечатаним маточником в нуклеус додають достатню кількість супутніх робочих бджіл. Коли незапліднена матка виходить із маточника і дозріває (приблизно п'ять-сім днів з моменту народження), вона вилітає із вулика, спочатку на орієнтувальні обльоти, а потім і на шлюбні польоти. Спаровуються вони в польоті, як правило з однією маткою спаровується більше одного трутня (зазвичай від п'яти до семи, іноді може доходити до тринадцяти). Парування може пройти за один день, але трапляється, що молоді матки вилітають на спаровування протягом кількох днів. Після успішного спаровування можна побачити появу відкритого розплоду на рамках нуклеусного вулика. Плідних маток поміщують у спеціальні клітки, які (дуже неохоче) можуть розсилатись укрпоштою. "Нова пошта" у 2023 році ніяких бджіл до пересилки не приймає.

## Фотографії нуклеуса на 4 бджоломатки
Візуально нуклеуси, в більшості, побудовані за схожими параметрами.

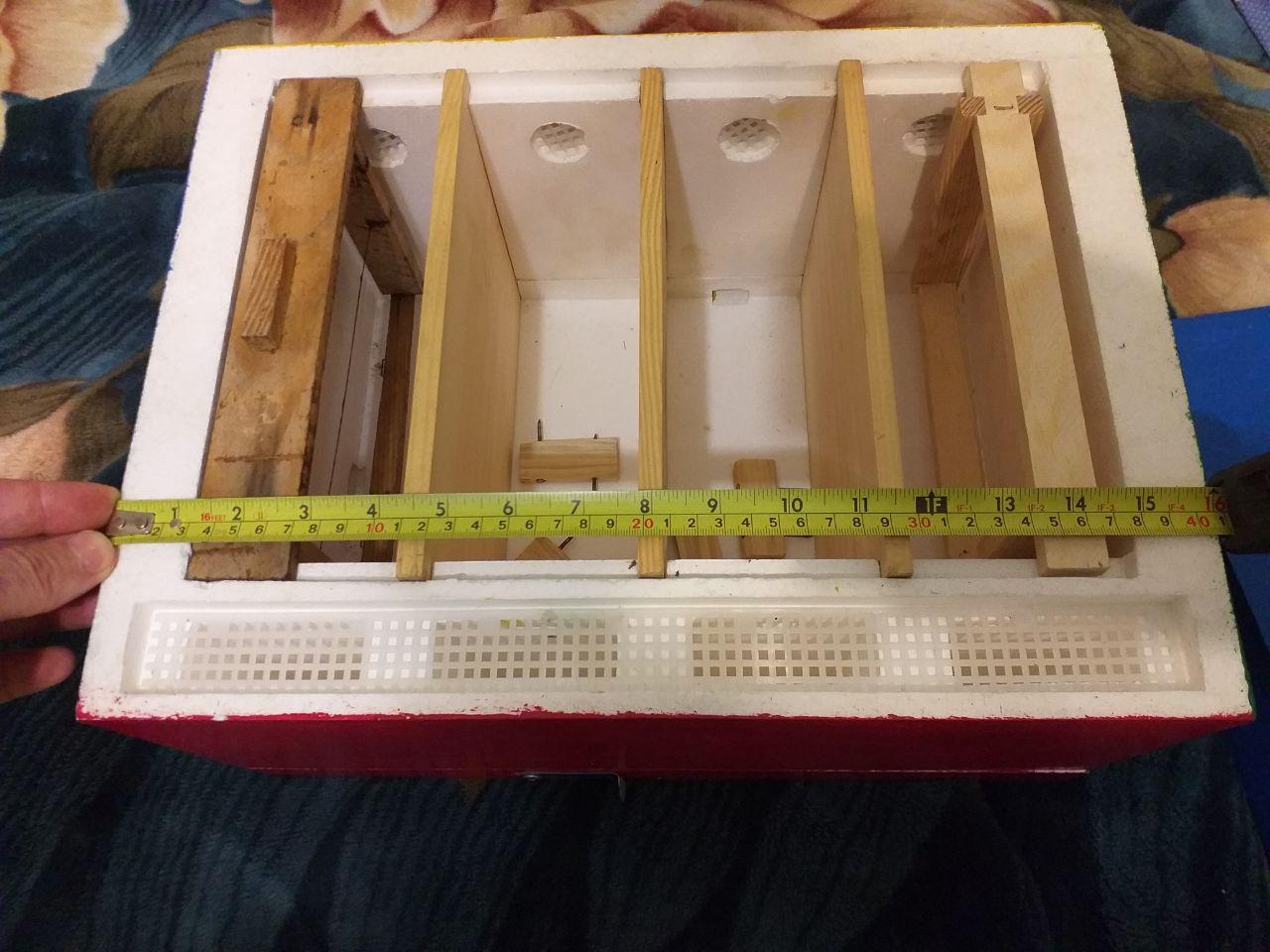
Нуклеус 4 місний, довжина

Внутрішній простір нуклеуса ділиться перегородками на декілька відділень, кожне з яких надійно ізольоване, має декілька рамочок для будівництва стільників бджолами нуклеуса, льоток, годівничку та вентиляційний отвір.